# Charleville (ort i Australien)
Charleville är en ort i Australien. Den ligger i kommunen Murweh och delstaten Queensland, omkring 680 kilometer väster om delstatshuvudstaden Brisbane. Antalet invånare är 3 278.
Trakten runt Charleville är nära nog obefolkad, med mindre än två invånare per kvadratkilometer..
Omgivningarna runt Charleville är i huvudsak ett öppet busklandskap. Genomsnittlig årsnederbörd är 486 millimeter. Den regnigaste månaden är januari, med i genomsnitt 103 mm nederbörd, och den torraste är april, med 4 mm nederbörd.